# Jaltomata tayabambae
Jaltomata tayabambae är en potatisväxtart som beskrevs av S.Leiva och Mione. Jaltomata tayabambae ingår i släktet jaltomator, och familjen potatisväxter. Inga underarter finns listade i Catalogue of Life.